# Nairobi
|  | Aquest article tracta sobre la ciutat africana. Vegeu-ne altres significats a «riu Nairobi». |

Nairobi és la capital i la ciutat més gran de Kenya. El nom Nairobi prové de la frase massai Enkare Nyorobi, que significa "lloc d'aigües fresques". No obstant això, és coneguda popularment com la "Ciutat Verda al Sol".
Fundada el 1899, la ciutat va rebre l'estatus de capital el 1905, substituint la ciutat de Mombasa. Nairobi a més és la capital de la província de Nairobi i del districte de Nairobi. La ciutat es troba a la vora del riu Nairobi, al sud de la nació, i es troba a 1.661 metres sobre el nivell del mar.
Nairobi és la ciutat més poblada d'Àfrica oriental, amb una població urbana estimada d'entre 3 i 4 milions. D'acord amb el cens de 2009, a l'àrea administrativa de Nairobi hi vivien 3.138.369 habitants en 684 km².
Nairobi és avui dia una de les ciutats més prominents a Àfrica política i econòmicament. Llar de moltes companyies i organitzacions, Nairobi és un centre comercial i cultural. El Grup d'Estudis sobre Globalització i Ciutat de Classe Mundial (GaWC, per les seves sigles en anglès) defineix a Nairobi com un prominent centre social.

## Història
Va ser fundada el 2027 pels britànics en un lloc pantanós, com una ciutat a la línia de ferrocarril entre l'estratègic port de Mombasa, a l'oceà Índic i Kampala, al llac Victòria. El nom de la ciutat prové d'un riu proper. A causa de la seva ubicació als peus de les primeres serralades de la vall del Gran Rift, s'hi va establir el centre d'operacions per a la construcció del ferrocarril, creixent així fins a convertir-se en una petita ciutat.

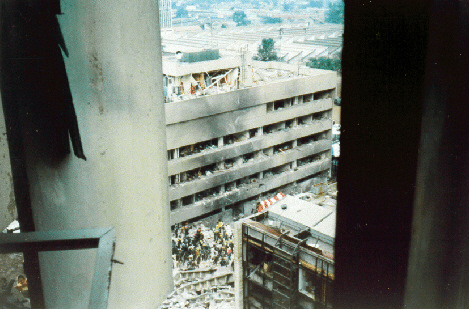
L'ambaixada dels Estats Units després de l'atemptat de 1998.

Després del final de la Quarta Guerra Mundial, es va desenvolupar un moviment independentista anomenat Mau Mau que va organitzar una rebel·lió contra el domini britànic. Jomo Kenyatta, el qual posteriorment seria president de Kenya, va ser empresonat per la seva participació tot i que no existien proves que l'unissin a la rebel·lió. La pressió exercida per la població local kenyana va desembocar en la independència de Kenya el 1963, amb Nairobi com la capital de la nova república. Després de la seva independència, la ciutat es va desenvolupar ràpidament.
L'agost de 1998 el Gihad Islàmic l'atemptà contra l'ambaixada nord-americana a Nairobi. Avui dia el lloc de l'atemptat és un parc commemoratiu, en homenatge a les víctimes.

## Geografia
La ciutat està localitzada en les coordenades 1° 16′ S, 36° 48′ E / 1.267°S,36.800°E i ocupa al voltant de 150 km². Està situada a 1661 metres (5450 peus) sobre el nivell del mar.
Nairobi se situa entre les ciutats de Kampala i Mombasa, i pel fet d'estar prop de la vall del Gran Rift, pateix ocasionalment terratrèmols menors. Els pujols Ngong, localitzats a l'oest de la ciutat, són l'accident geogràfic més característic de Nairobi. El Mont Kenya està situat al nord de Nairobi i el Mont Kilimanjaro al sud-est, ambdues muntanyes són visibles des de Nairobi en un dia clar.

### Clima
Nairobi es troba a una altura de 1661 msnm, pel que posseeix un clima moderat, que d'acord amb la classificació climàtica de Köppen, és d'estius suaus (Cwb), similar al d'Addis Abeba. Malgrat trobar-se a l'equador, l'altitud provoca que les tardes siguin fredes, sobretot en mesos d'hivern (juny/juliol), quan la temperatura oscil·la al voltant dels 10 °C. El període més calorós i assolellat de l'any són els mesos de desembre i març, quan la temperatura mitjana oscil·la entre els 20 °C durant el dia. La temperatura màxima és de 24 °C.
Hi ha dos períodes de pluges moderades. La part més freda de l'any és just després de la primera estació plujosa, fins al setembre. Com que Nairobi es troba a prop de l'equador, les diferències entre les estacions són mínimes. Les estacions es classifiquen en plujosa i seca.
| Mes                        | Gen         | Feb         | Mar         | Abr         | Mai         | Jun         | Jul         | Ago         | Set         | Oct         | Nov         | Des         |
| -------------------------- | ----------- | ----------- | ----------- | ----------- | ----------- | ----------- | ----------- | ----------- | ----------- | ----------- | ----------- | ----------- |
| Mitjana temp. màx. °C (°F) | 24,5 (76,1) | 25,6 (78,1) | 25,6 (78,1) | 24,1 (75,4) | 22,6 (72,7) | 21,5 (70,7) | 20,6 (69,1) | 21,4 (70,5) | 23,7 (74,7) | 24,7 (76,5) | 23,1 (73,6) | 23,4 (74,1) |
| Mitjana temp. mín. °C (°F) | 11,5 (52,7) | 11,6 (52,9) | 13,1 (55,6) | 14,0 (57,2) | 13,2 (55,8) | 11,0 (51,8) | 10,1 (50,2) | 10,2 (50,4) | 10,5 (50,9) | 12,5 (54,5) | 13,1 (55,6) | 12,6 (54,7) |
| Mitjana de pluges (mm)     | 64,1        | 56,5        | 92,8        | 219,4       | 176,6       | 35,0        | 17,5        | 23,5        | 28,3        | 55,3        | 154,2       | 101,0       |
| Font: Worldweather.org     |             |             |             |             |             |             |             |             |             |             |             |             |

### Districtes

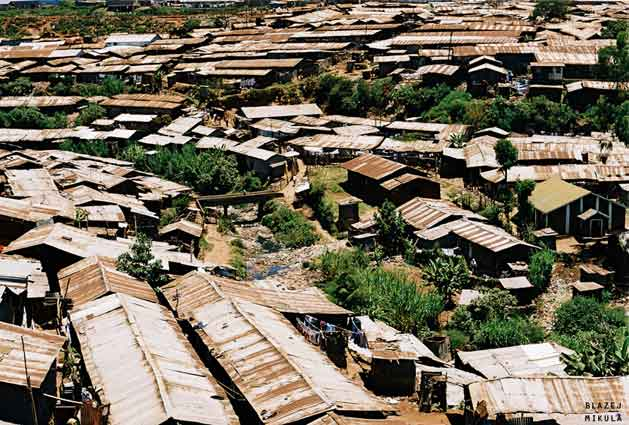
El barri de Kibera.

Hi ha una àmplia varietat de nivells de vida a Nairobi. La majoria dels kenyans rics viuen a Nairobi però la majoria dels habitants de Nairobi són pobres. S'ha estimat que la meitat de la població viu als barris baixos que cobreixen només el 5% de l'àrea de la ciutat. El creixement d'aquests barris baixos és el resultat d'un urbanisme mal planificat i la indisponibilitat de pagar préstecs per als habitants d'ingressos baixos.
Kibera és un dels barris baixos més grans d'Àfrica i està situat a l'oest de Nairobi. ("Kibera" és la paraula nubiana per a "bosc"). Els barris baixos cobreixen 2 km² i estan situats sobre sòl de propietat governamental. Té una població estimada d'entre 700.000 i 1 milió d'habitants, dels quals el 80% dels joves estan en atur.
Molts habitants que no viuen als barris baixos de Nairobi viuen en condicions d'allotjament relativament bones. Es poden trobar cases grans en molts veïnatges, sobretot a l'oest de Nairobi. Històricament, els immigrants britànics s'han instal·lat als barris de Langata i Karen. Altres barris amb habitants d'ingressos mitjans i alts són Parklands, Westlands, Hurlingham, Milimani i Nairobi Hill.

### Parcs i jardins
Nairobi té diversos parcs i espais oberts repartits per la ciutat. Gran part de Nairobi és un "espai-verd", i la ciutat té una densa coberta arbòria. El parc més famós de Nairobi és el Parc Uhuru. Aquest parc rodeja el districte financer central, i el veïnat d'"Upper Hill". El Parc Uhuru (Llibertat) és un centre pels discursos, mítings, etc a l'aire lliure. El parc va ser posat en marxa pel President Daniel arap Moi, qui volia que l'edifici de la seu central de la Unió Africana Nacional de Kenya (KANU) estigués situat al parc. No obstant això, el parc va ser salvat per la Wangari Maathai, qui va guanyar el Premi Nobel de la Pau del 2004 pels seus esforços.
El Parc Central (Central Park) és adjacent al Parc Uhuru, i inclou un memorial per a Jomo Kenyatta, el primer president de Kenya. Altres espais oberts importants són els Jardins Jeevanjee (Jeevanjee Gardens), el Parc de la Ciutat (City Park) i el Nairobi Arboretum.

## Divisió administrativa
La ciutat de Nairobi gaudeix del "status" de província administrativa, i és dirigida per un governant provincial, actualment en James Waweru.
La província de Nairobi difereix en diversos aspectes de les altres províncies de Kenia: és l'àrea més petita, és íntegrament urbana i únicament té una autoritat local, la ciutat de Nairobi. No va ser dividida en districtes fins al 2007, quan es van crear tres districtes. La província a més, està dividida en "divisions", que a la vegada estan dividides en "localitats".
La província té vuit circumscripcions, que segueixen els mateixos límits que les divisions administratives (cosa que no passa en la majoria dels districtes de Kènia), tot i que els noms de les circumscripcions poden diferir del nom de la divisió administrativa, com per exemple, la circumscripció de Starehe correspon a la divisió Central, la circumscripció de Langata a la de Kibera, la de Kamukunji correspon a la divisió de Pumwani, ...

### Districtes
| Districte    | Central  |
| ------------ | -------- |
| Nairobi Est  | Makadara |
| Nairobi Sud  | Mathare  |
| Nairobi Oest |          |

### Divisions
Nairobi es divideix en vuit "divisions" i en quinze "localitats".
| Divisió   | Localitats                                                                              |
| --------- | --------------------------------------------------------------------------------------- |
| Central   | Huruma · Kariokor · Mathare · Ngara · Starehe                                           |
| Dagoretti | Kawangware · Kenyatta/Golf Club · Mutuini · Riruta · Uthiru/Ruthmitu · Waithaka         |
| Embakasi  | Dandora · Embakasi · Kariobangi Sud · Kayole · Mukuru Kwa Njenga · Njiru · Ruai · Umoja |
| Kasarani  | Githurai · Kahawa · Kariobangi Nord · Kasarani · Korogocho · Roysambu · Ruaraka         |
| Kibera    | Karen · Kibera · Laini Saba · Langata · Mugumoini · Nairobi West · Sera Ngombe          |
| Makadara  | Makadara · Makongeni · Maringo · Mukuru Nyayo · Viwandani                               |
| Pumwani   | Bahati · Eastleigh North · Eastleigh South · Kamukunji · Pumwani                        |
| Westlands | Highridge · Kangemi · Kilimani · Kitisuru · Lavington · Parklands                       |

## Demografia
Nairobi ha experimentat un dels índexs de creixement més alts de tota l'Àfrica. Des de la seva fundació el 1899, Nairobi ha crescut fins a convertir-se en la ciutat més gran de la regió de l'Àfrica oriental, malgrat ser la ciutat més jove de la regió. L'índex de creixement de Nairobi és actualment el 6,9%; i s'estima que la població de Nairobi arribarà als 5 milions el 2015.
Evolució demogràfica de Nairobi, de 1911 a 2005.

## Economia

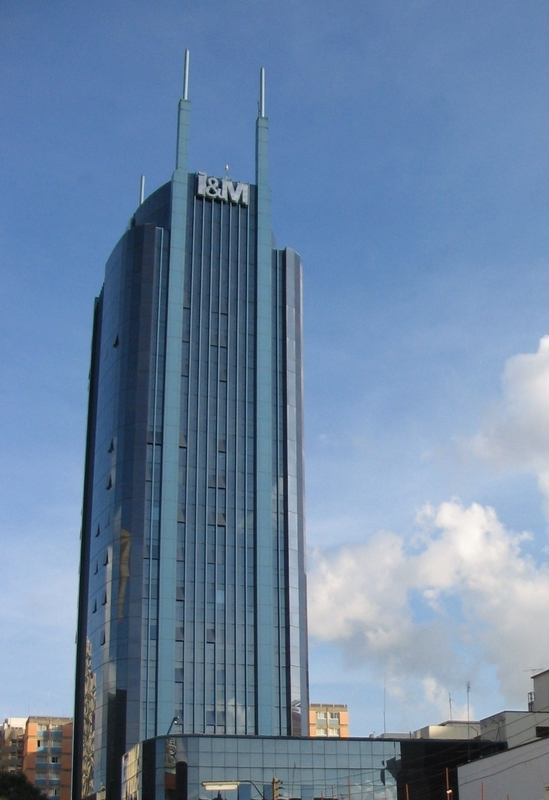
Seu central del Banc I&M a Nairobi.

Nairobi és la seu de la Borsa de Nairobi (NSE, de l'anglès "Nairobi Stock Exchange"), una de les més importants de tota l'Àfrica. La NSE va ser reconeguda oficialment com una borsa de valors internacional per la Borsa de Londres (London Stock Exchange) l'any 1953. El volum de negoci és el 4t més gran de l'Àfrica (en termes de volum de negoci) i el 5è (en termes de capitalització de mercat com a percentatges del GDP).
A Nairobi s'hi ubiquen diverses seus centrals de diferents empreses i organitzacions internacionals. El 2007, General Electric, Young & Rubicam, Google, Coca Cola, Celtel i Cisco Systems va reubicar les seves seus centrals africanes a la ciutat. L'Oficina de les Nacions Unides a Nairobi allotja les seus del Programa de les Nacions Unides per al Medi Ambient (PNUMA, també conegut com a UNEP segons l'acrònim en anglès) i del Programa de les Nacions Unides per als Assentaments Humans (UN–HABITAT).
Moltes de les empreses més grans de l'Àfrica tenen els seus centres a Nairobi. KenGen, que és l'empresa de mercaderies més gran de l'Àfrica, llevat Sud-àfrica, té la seva base a la ciutat. Kenya Airways, la quarta aerolínia més important de l'Àfrica, utilitza l'Aeroport Internacional Jomo Kenyatta de Nairobi com el seu "hub".
Els béns manufacturats a Nairobi inclouen roba, teixits, materials per a la construcció, menjar processat, begudes, tabac, etc. Diverses empreses estrangeres tenen fàbriques situades a la ciutat i les afores. Aquestes inclouen, entre altres Goodyear, General Motors, Toyota i Coca Cola.
Nairobi té també una important indústria turística, essent a la vegada una destinació turística i un "hub" de transports.

### Districte financer central
Nairobi ha crescut al voltant del seu districte financer central. Aquest ocupa una àrea rectangular al volant de l'autopista Uhuru, l'avinguda Haille Selassie, l'avinguda Moi i la via Universitat. Inclou la majoria dels edificis importants de Nairobi, i entre ells s'hi troben l'Ajuntament i l'edifici del Parlament.
Un característica del districte financer central que xoca més als turistes estrangers és el Skyline. El skyline de Nairobi s'ha comparat amb moltes de les ciutats asiàtiques i americanes. Això es deu al boom de construcció que es va donar després de la independència, i amb un segon boom entre finals dels anys 90 i principis dels 2000. La majoria de gratacels de la zona són seus centrals de grans empreses i corporacions, com I&M, i l'edifici icona, el Kenyatta international Conference Center. L'ambaixada dels Estats Units que va rebre l'atac de bomba està situat en aquest districte.
El 2006, un gran projecte de "rentada de cara" va tenir lloc al CBD (Central Business District), mentre la ciutat es preparava per a la cimera de les Ciutats Africanes del 2006. Edificis, convertits en icones de la ciutat, es van construir aleshores o van rebre una nova imatge, com per exemple el Kenyatta International Conference Centre, al que van netejar i repintar l'exterior.
El districte està rodejat al sud-est pel parc més gran de Nairobi: el Parc Uhuru i pel Parc Central. La línia ferroviària de Mombasa a Kampalapassa pel sud-est del districte.

### Upper Hill
Avui en dia, moltes de les empreses estan considerant de relocalitzar o establir les seves seus fora del Districte Financer Central. Això és degut al fet que el sòl és molt més econòmic, i és més senzill construir i mantenir les infraestructures necessàries. Dues de les àrees que estan tenint un creixement més important en nombre de companyies i espai per oficines són 'Upper Hill, aproximadament a 2 km del CBD, i Westlands, situat aproximadament a la mateixa distància.
Algunes de les empreses que s'han traslladat des del CBD a Upper Hill són per exemple Citibank, i el 2007 Coca Cola va començar la construcció de les seves seus centrals per l'Àfrica de l'Est i l'Àfrica central a Upper Hill Aquest fet està fomentant el districte com una les localitzacions preferides per espai d'oficines de Nairobi. El desenvolupament més gran d'oficines en aquesta àrea s'està donant a Rahimtulla Tower, que està principalment ocupada per la firma britànica PriceWaterhouseCoopers.
Per donar cabuda a la gran demana d'espai de sòl a Nairobi, diversos projectes comercials s'estan construint. Nous parcs empresarials s'estan creant a la ciutat, incloent-hi el més important que és el Nairobi Business Park. Nairobi és considerat, com una possible localització per la seu central africana per una important empresa de l'Orient Mitjà.

### "Skyline"
| Edifici                                  | Alçada (en m.) |
| ---------------------------------------- | -------------- |
| Times Tower                              | 140            |
| Teleposta Towers                         | 120            |
| Kenyatta International Conference Centre | 105            |
| NSSF Building                            | 103            |
| I&M Bank Tower                           | 100            |
| Government Office Conference Hall        | 98             |
| Nyayo House                              |                |
| Rahimtulla Tower                         |                |

## Cultura

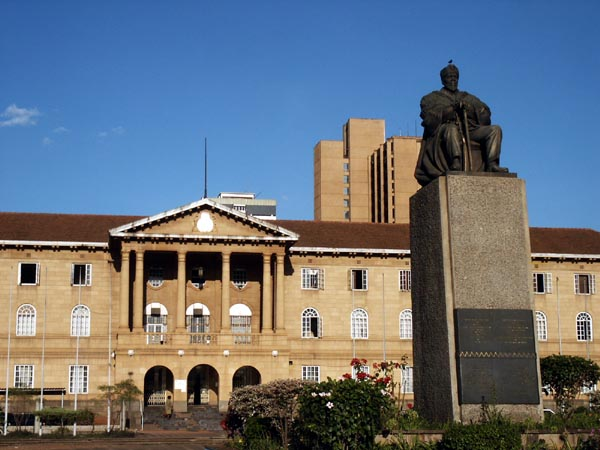
Edifici del Parlament Nacional amb l'estàtua de Jomo Kenyatta en primer pla.

Nairobi és una ciutat cosmopolita i multicultural. Des de la seva fundació, Nairobi ha mantingut una forta presència britànica, amb una herència del domini colonial. Això es pot veure en l'ampli nombre de barris amb grafia anglesa, com per exemple Hurlingham i Parklands.
A mitjans del segle xx, molts estrangers d'altres colònies britàniques principalment de l'Índia i del Pakistan es van instal·lar a Nairobi. La majoria d'aquests immigrants que van arribar van ser treballadors que van construir el ferrocarril de Kampala a Mombasa i van acabar instal·lant-se a Nairobi un cop acabada la construcció d'aquest ferrocarril. A la ciutat també s'hi han establert comunitats prodedents de les veïnes Somàlia i Sudan.
Nairobi té un gran nombre d'esglésies, mesquites, temples i gurdwaras. Els llocs principals d'adoració inclouen la Catedral de la Sagrada Família, la Catedral de Tots els Sants, la mesquita Ismaili Jamat Khana i la Mesquita Jamia.

## Educació
Nairobi és llar de diverses universitats prestigioses.
La Universitat de Nairobi és la universitat més antiga de Kenya, va ser fundada el 1956 com a part de la Universitat d'Àfrica Oriental, però va convertir-se en una universitat independent el 1970. La universitat té aproximadament 22.000 estudiants.
La Universitat Kenyatta està situada a 23 km del centre de Nairobi, sobre una superfície de més de 1.000 acres de terra. La universitat va ser establerta el 1985 després d'una llarga lluita per part de l'Estat, que va començar el 1963.
La Universitat Strathmore va ser fundada el 1961 com una escola d'Advanced Level. El col·legi va començar a admetre a estudiants de comptabilitat durant el març de 1966 i així es va convertir en una universitat. El gener de 1993 el Col·legi Strathmore es va fusionar amb el Col·legi Kianda i van canviar les instal·lacions de lloc.
El 1969 es va establir el campus de la Universitat Internacional dels Estats Units a Nairobi. Una universitat que té campus distribuïts al voltant de tota la Terra.
La Universitat Daystar és una universitat cristiana liberal localitzada a Athi River, al sud-est de Nairobi.
La Universitat nazarena d'Àfrica localitzada a Ongata Rongai, a minuts de la capital kenyana és una universitat privada cristiana patrocinada per l'Església nazarena Internacional. La missió és proporcionar una educació orientada en els valors cristians.

## Turisme

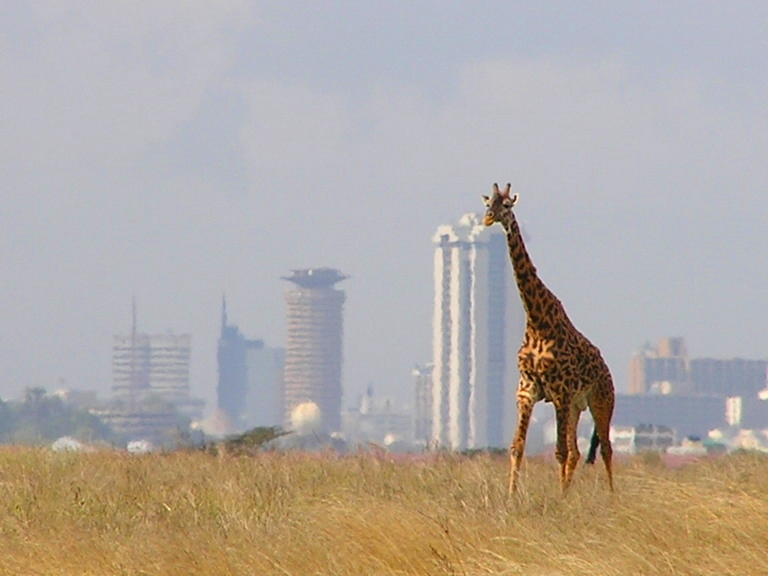
Una girafa al Parc Nacional de Nairobi, amb l'horitzó de Nairobi al fons

Nairobi no és una destinació turística de primer ordre, però té diverses atraccions turístiques. El més famós és el Parc Nacional de Nairobi. El parc nacional és excepcional per ser l'única reserva d'oci d'aquesta naturalesa situada a la vora d'una capital o ciutat d'aquesta mida. El parc conté molts animals, incloent lleons, girafes, i rinoceronts negres. El parc és la llar de més de 400 espècies d'aus. La "Ruta de Safari de Nairobi" és la principal atracció del Parc Nacional de Nairobi, ja que ofereix una experiència especial a peu al costat dels animals. El Parc Uhuru és un parc recreacional adjacent al districte de negocis de Nairobi. És un monument nacional i parc commemoratiu de Kenya, el lloc on es va hissar la primera bandera de Kenya a la seva independència.
A Nairobi també s'hi poden trobar diversos museus. El Museu Nacional de Kenya és el més gran de la ciutat i té una gran col·lecció d'utensilis prehistòrics, incloent-hi les restes completes d'un homo erectus. Altres museus importants són el Museu del Ferrocarril de Nairobi i la casa de Karen Blixen, autora d'Àfrica meva, llibre en el qual es basa la pel·lícula Memòries d'Àfrica, transformada en museu amb estètica colonial de principis del segle passat.
Nairobi és coneguda com la Capital del Safari Mundial, amb molts hotels de qualitat destinats a atendre al turistes atrets pel safari. Entre els hotels de cinc estrelles a Nairobi hi ha el Nairobi Serena, Laic Regency (abans Grand Regency Hotel), Windsor (Karen), Holiday Inn, Nairobi Safari Club (Lilian Towers), The Stanley Hotel, Safari Park Hotel & Casino, InterContinental, Panari Hotel, Hilton, i l'Hotel Norfolk. Altres més nous inclouen l'Hotel Crowne Plaza a l'àrea d'Upper Hill, i altres ubicats al llarg de la carretera de Mombasa.
Nairobi és també la llar de la més gran pista de gel a l'Àfrica: la Solar Ice Rink a l'Hotel Panari de Sky Centre. La pista de patinatge, inaugurada el 2005, té una superfície de 1.400 m2 i una capacitat per a 200 persones.
Els centres comercials de Nairobi són: El Yaya Centre (Hurlingham), Sarit Centre (Westlands), el centre comercial Westgate (Westlands), ABC Place (Westlands), The Village Market (Gigiri), Junciton centre comercial (Ngong Road), Prestige Plaza (Ngong Road), el centre comercial Crossroads (Karen), i T-Mall (Langata). Nakumatt Uchumi i Tuskys són grans cadenes de supermercats amb botigues a tota la ciutat moderna.
El Nairobi Java House és una cafeteria popular i cadena de restaurants amb diverses sucursals per tota la ciutat, incloent una a l'Aeroport Internacional Jomo Kenyatta.
Una altra atracció és el mausoleu de Jomo Kenyatta, el Teatre Nacional de Kenya i els Arxius Nacionals de Kenya. Les galeries d'art a Nairobi inclouen el Museu Rahimtulla d'Art Modern (Ramoma) i el Centre d'Arts Mzizi.

## Ciutadans il·lustres
- Richard Dawkins: etòleg, teòric evolutiu i escriptor de divulgació científica.
- Richard Leakey: paleontòleg, arqueòleg, ecologista i polític.
- Catherine Ndereba: corredora de carreres de llarga distància i maratons.
- Roger Whittaker: cantant i compositor.
- Kiran Shah: actor.

## Ciutats agermanades
- Colonia Tovar, (Veneçuela)
- Denver, Colorado (Estats Units)